# رود کلاید
رود کلاید رودی است که در جنوب کشور اسکاتلند جریان دارد.
این رود که طول آن ۱۷۶ کیلومتر است دارای حوزه آبریز ۴۰۰۰ کیلومتر است و از شهرهای همچون لنارک، گلاسگو، بوتول و گرینوک عبور میکند و به خور کلاید در شمال اقیانوس اطلس میریزد.